# Виноробство в Чилі

Червоним — «Стародавнє Чилі» в межах Генерального капітанства Чилі колоніальної епохи, найбільшого виноробного району сьогодні

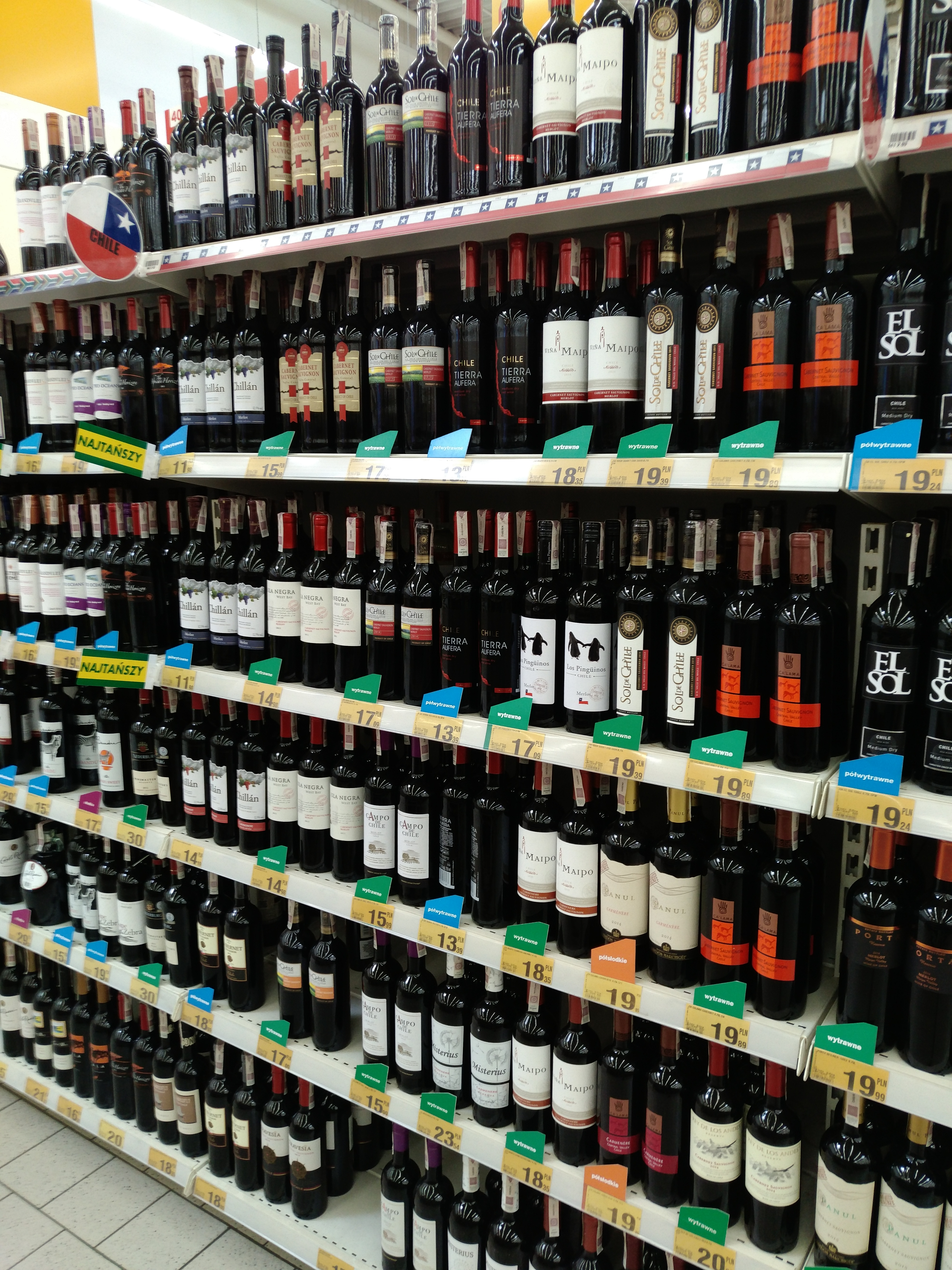
Чилійські вина

Чилі

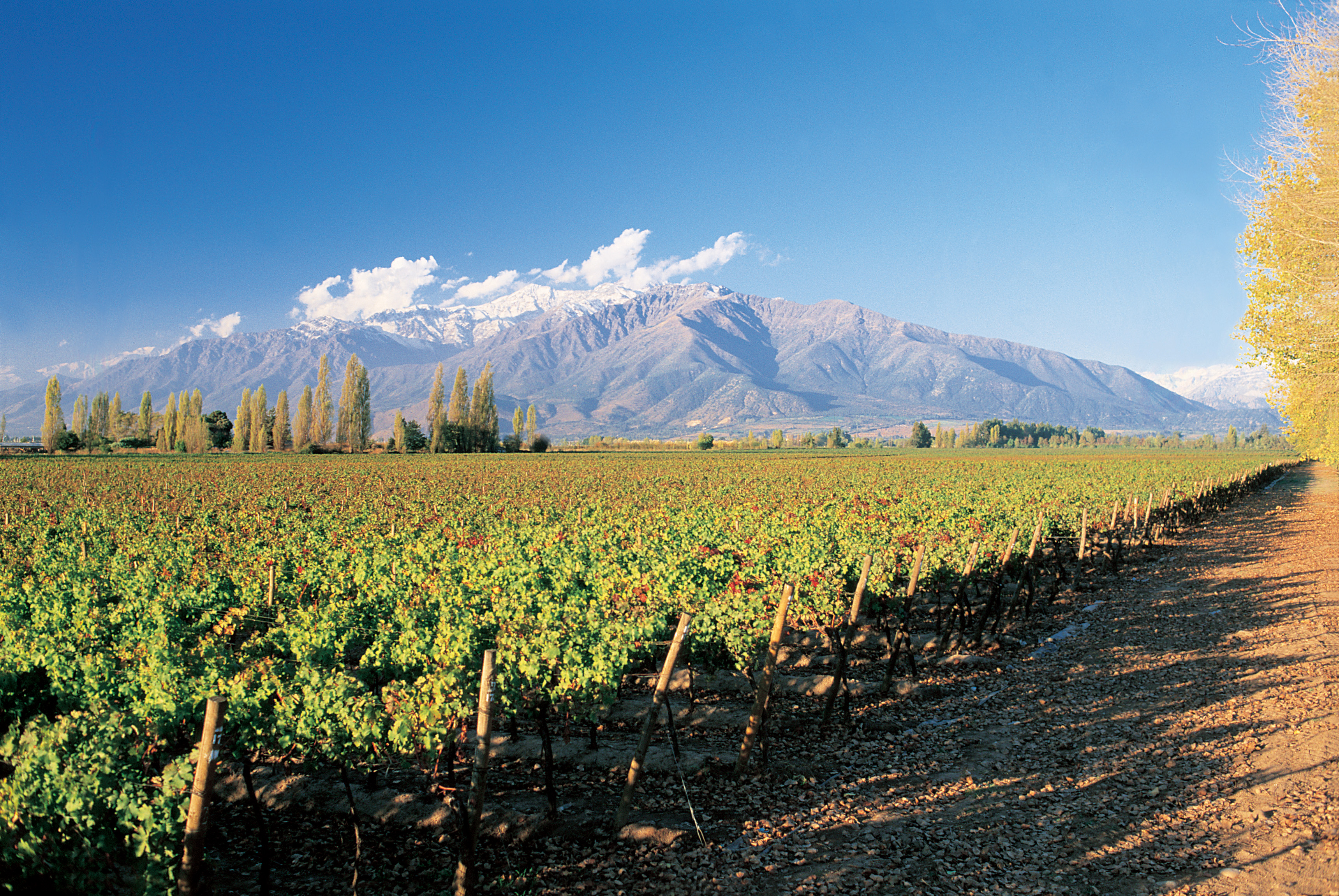
Краєвид чилійських виноградників у передгір'ї Анд.

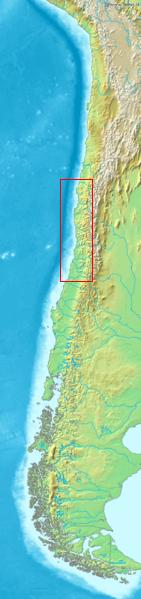
Топографічна мапа з позначеними виноробними регіонами країни.

Виноробство в Чилі — виноробна промисловість американської країни Чилі. Чилійські вина відносять до вин Нового світу.
Чилі має довгу історію виноградарства для свого регіону. Вона починається в XVI столітті під час колонізації Америки іспанськими конкістадорами, які привезли з собою лозу Vitis vinifera. У середині XIX століття привезено такі сорти французького винограду як Каберне Совіньйон, Мерло, Карменер і Каберне Фран. Сучасне виноробство почалося в 1980-х із початком використання для витримки вина барриків та ємкостей з неіржавної сталі для ферментації. Протягом десяти років, від 1995 до 2005 року, кількість виноробів зросла від 12 до 70. Як наслідок, разом зі зростанням виробництва вина зріс і обсяг його експорту.
Одним із головних факторів, що вплинули на зростання ринку винної продукції, є те, що протягом кінця XX століття багато французьких родин іммігрували до Чилі. Французи прищепили та поширили винну культуру та естетичний смак серед місцевих чилійців, розширивши їхні знання про вино.
За обсягом експортованої винної продукції Чилі займає п'яте місце у світі, і сьоме за об'ємом вироблюваного вина. Клімат описують як середній між Каліфорнією та Францією. Найпоширенішими сортами винограду є Каберне Совіньйон, Мерло та Карменер. Чилі вдалося уникнути філоксери, а це означає, що чилійські виноградники не потребують щеплення.

## Клімат та географія
На карті Чилі має довгу вузьку форму. На клімат впливають Анди на сході країни та Тихий океан на заході. Виноградники розташовуються на протяжності понад 1200 км від регіону Атакама до Біобіо. Клімат у північних регіонах сухий та спекотний, на противагу прохолодному та вологому клімату на півдні[джерело?].
У Центральній долині на околицях Сантьяго клімат сухий, з 38 мм опадів і невисоким ризиком інею у весняний період. Близькість Анд впливає на добові коливання температури, створюючи відносно велику різницю температур вдень та вночі, підтримуючи рівень кислотності в ягодах.
Розвинені виноробні регіони використовують зрошення. Для постачання виноградників водою іригаційні системи беруть талу воду зі снігових шапок в Андах. У регіонах, що розвиваються, на півдні не бракує опадів, проте власникам виноградників доводиться враховувати низку інших факторів, таких як Перуанська течія в Тихому океані, яка може накрити виноградник холодним повітрям[джерело?].

## Історія

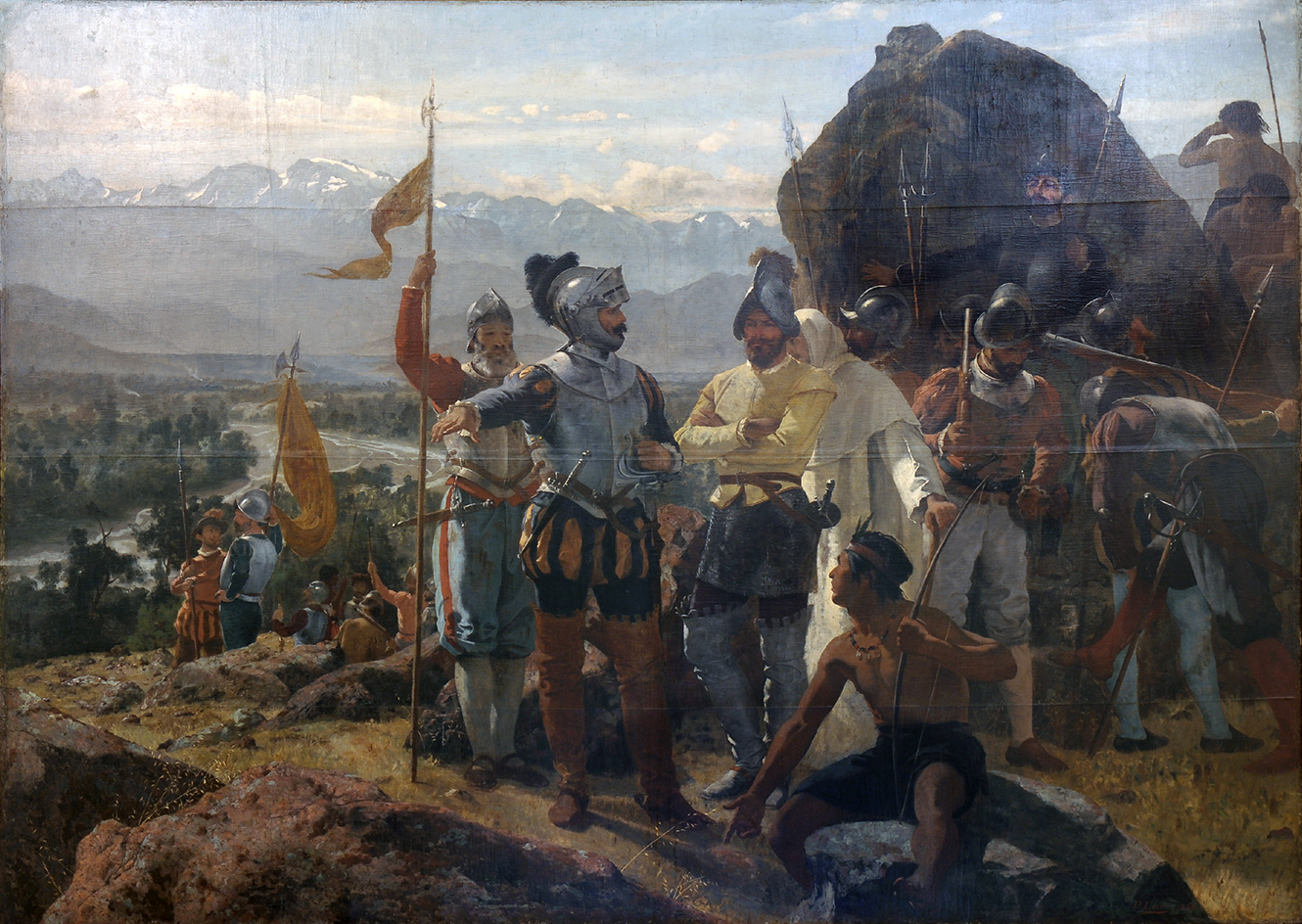
Картина 1889 Педро Ліри зображує заснування Сантьяго конкістадорами. Захопивши землю, іспанці привезли із собою виноградну лозу

Лозу європейського винограду справжнього привезли в Чилі іспанські конкістадори та місіонери близько 1554 року. Місцева легенда свідчить, що конкістадор Франсіско де Аґірре сам посадив перші виноградні лози. Лози, найпевніш, узято зі створених іспанцями виноградників, посаджених у Перу, де був «звичайний чорний виноград», який Ернан Кортес привіз до Мексики 1520 року. Цей сорт став родоначальником винограду Pais — найпоширенішого сорту винограду в Чилі аж до XXI століття. Єзуїтські священики культивували ці ранні виноградники, використовуючи вино для святкування Євхаристії. Згідно з чилійським істориком кінця XVI століття Алонсо де Овальє, повсюдно були поширені такі сорти винограду як «звичайний чорний виноград», Мускатель, Torontel, Albilho і Моллар.

## Закон про виноробство
Закон, що визначає межі виноробних регіонів, вимоги до складу, якості та маркування прийнято 1995 року. Система має назву Denominaciones de Origen (DO) і описує чотири рівні:
1. Регіони — найбільші, переважно повторюють адміністративний поділ країни у напрямку «північ-південь», поділені на підрегіони
  - Атакама (Atacama)
  - Кокімбо (Coquimbo)
  - Аконкагуа (Aconcagua)
  - Центральна Долина (Central Valley)
  - Південний (Southern)
  - Астраль (Austral)
2. Підрегіони — зазвичай носять назви річок, що йдуть зі сходу на захід, ці назви найчастіше зустрічаються на етикетках; розділені на дрібніші зони
3. Зони — можуть ділитися на області
4. Області — найдрібніші

2011 року додано поділ у напрямку «захід-схід»: Узбережжя (Costa), Міжгір'я (Entre Cordilleras), Анди (Andes). Такий уточнювальний поділ пов'язаний з тим, що в більшості виноробних регіонів, клімат і ґрунт змінюються від високогір'я на сході (Анди), далі через долину до берега океану, що відбивається на якості, смаку та ціні вина. На винній етикетці можна зустріти як Maipo, так і Maipo Andes.
Для того, щоб мати право вказати ім'я регіону (будь-якого рівня), вино має бути виготовлене як мінімум на 75 % з винограду, вирощеного в цьому регіоні. Якщо ж вино призначене для експорту до Європейського Союзу (ЄС), то не менше 85 %. Також, щоб вказати назву сорту винограду, його має бути у вині не менше 75 % (85 % для експорту в ЄС). При цьому мінімальний вміст алкоголю має бути не менше 11,5 %.
Винороби можуть зазначати на етикетці додаткові терміни, що характеризують якість вина:
- Superior — використовується на розсуд винороба
- Reserva або Reserva Especial — мінімальна кількість алкоголю 12 %
- Reserva Privada або Gran Reserva — мінімальна кількість алкоголю 12,5 %, червоні вина витримані в дубі не менше 6 місяців